# Dipterocarpaceae
Dipterocarpaceae er en plantefamilie i Katost-ordenen af mellemstore til meget store tropiske træer. Familien omfatter 22 slægter med ca. 695 kendte arter, med pantropisk udbredelse, hvoraf ingen forekommer naturligt i Nordeuropa.
De er vigtige skovtræer i tropisk skov i Sydøstasien, og nogle arter er økonomisk meget værdifulde som tømmer og en række arter bliver meget store, med højder over 80 meter (i slægterne Dryobalanops, Hopea og Shorea), med det højeste kendte eksemplar (Shorea faguetiana) 93.0 m høj.

## Udbredelse
Arterne forekommer i hele det tropiske område fra det nordlige Sydamerika over Afrika, Seychellerne og Indien til Indokina, Indonesien, Malaysia og Philippinerne. Den største diversitet af Dipterocarpaceae forekommer på Borneo.

## Eksterne links
- Wikimedia Commons har flere filer relateret til Dipterocarpaceae

- Wikispecies har taksonomi med forbindelse til  Dipterocarpaceae

| Botanik | Spire Denne botanikartikel er en spire som bør udbygges. Du er velkommen til at hjælpe Wikipedia ved at udvide den. |